# Maria Amélia Chaves
Maria Amélia de Sousa Ferreira Chaves de Almeida Fernandes' (Lisboa, São Jorge de Arroios, 28 de enero, 1911-4 de mayo de 2017) fue una  ingeniera civil portuguesa.
Fue la primera  ingeniera civil graduada por el Instituto Superior Técnico de la Universidad Técnica de Lisboa.
Es hija del general João Carlos Pires Ferreira Chaves y estuvo casada con el General Afonso de Magalhães de Almeida Fernandes. Sobrina del ingeniero Raul Pires Ferreira Chaves, de Maria Alexandrina Pires Ferreira Chaves y de Olímpio Ferreira Chaves.